# August Coenders
August Cönders foi um engenheiro alemão.
Trabalhou na Röchling Stahlwerk AG durante a Segunda Guerra Mundial.
Projetou o canhão V-3.